# Nils Johan Söderberg
Nils Johan Söderberg, född 5 september 1851 i Hanebo socken, död 9 februari 1941 i Uppsala, var en svensk prästman.
Söderberg avlade studentexamen 1870, och efter att ha prästvigts 1882, avlade han pastoralexamen 1884. Åren 1882–1889 innehade han olika förordnanden som pastor, komminister och adjunkt i olika församlingar innan han slutligen hamnade vid Uppsala domkyrkoförsamling. Åren 1882–1893 var han predikant vid Uppsala hospital och 1887–1912 regementspastor vid Upplands regemente. År 1890 blev han syssloman vid Uppsala domkyrka, en syssla han innehade fram till 1934. Söderberg var även kommunalpolitiskt aktiv, och ledamot av stadsfullmäktige, ledamot av drätselkammaren, av byggnadsnämnden, saluhallsstyrelsen och planteringsnämnden. Söderberg var även aktiv som skattmästare vid Gästrike-Hälsinge nation och blev senare hedersledamot av nationen. Åren 1885–1893 var Söderberg sekreterare för byggnadskommittén i samband med ombyggnationen av Uppsala domkyrka.
Hans stora intresse för kyrkan resulterade i ett flertal verk, Uppsala domkyrkas restaurering 1885–93 (1923–1924), samt tillsammans med sin son Edvard Söderberg ett arbete om Leijonhuvudska donationen 1935, ett verk om domkyrkans orgelverk (1636) samt ett verk om domkyrkans återställande efter 1702 års brand (1937). Tillsammans med August Hahr utgav han så sent som 1940 en studie över Uppsala domkyrka under 1700-talets första hälft. Söderberg är begravd på Uppsala gamla kyrkogård.